# リチャード・S・ハミルトン

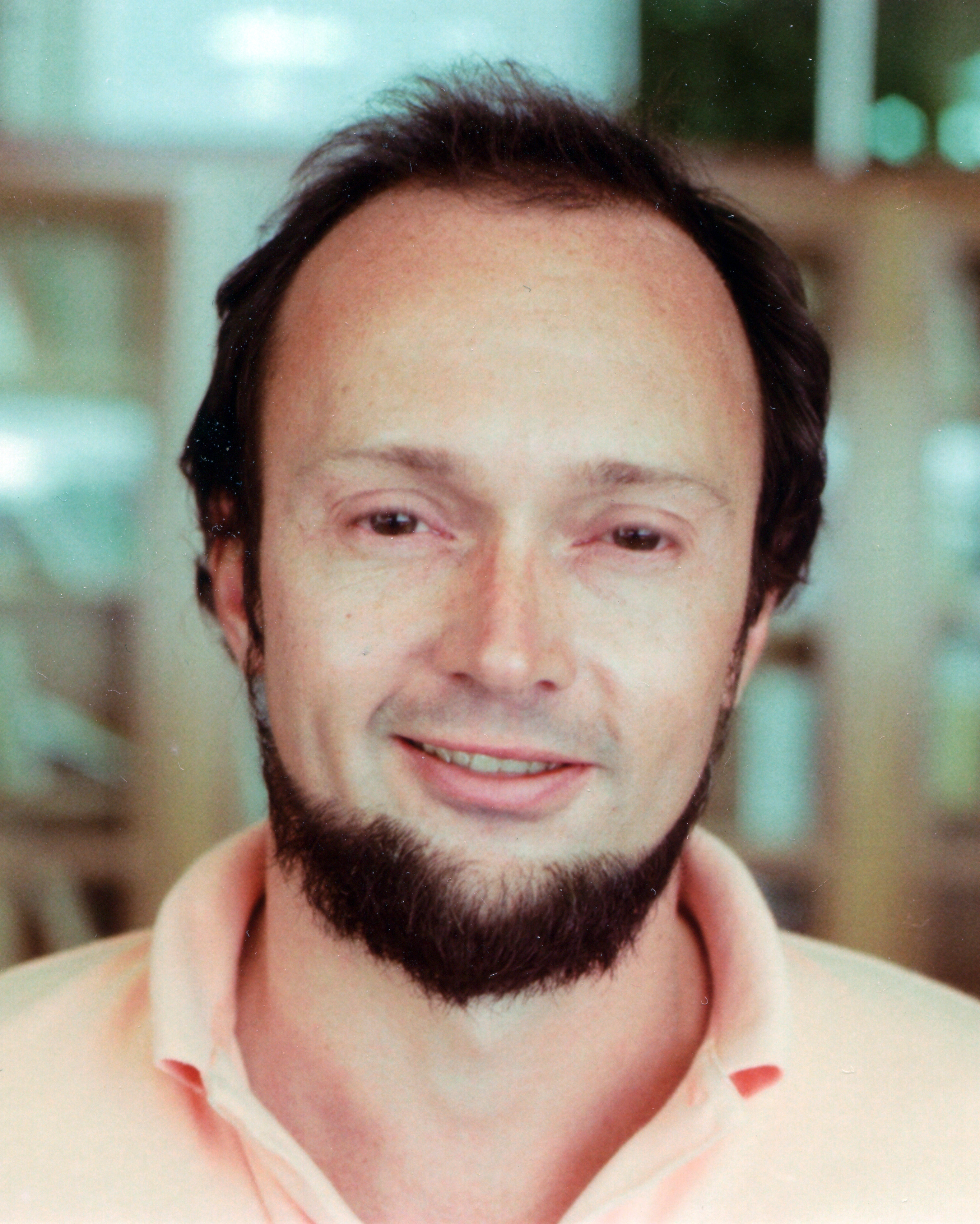
ハミルトン

リチャード・ストライト・ハミルトン（Richard Streit Hamilton, 1943年 - 2024年9月29日）は、アメリカの数学者。
1966年にプリンストン大学でPh.D.を取得。指導教官はロバート・ガニングだった。カリフォルニア大学バークレー校、カリフォルニア大学サンディエゴ校、コーネル大学を経て、現在コロンビア大学数学科教授。ハミルトンは、グリゴリー・ペレルマン（2006年にフィールズ賞を歴史上初めて辞退して話題となった）がアンリ・ポアンカレとウィリアム・サーストンの幾何化予想を証明する過程で使ったリッチフローの発明で知られる（ハミルトン・ペレルマンのリッチ・フロー理論）。
2024年9月29日の早朝に死去。81歳没。

## 受賞歴
- ヴェブレン賞（1996年）
- 米国科学アカデミー会員（1999年）
- クレイ研究賞（2003年）
- アメリカ芸術科学アカデミー会員（2003年）
- スティール賞（2009年）
- ショウ賞（2011年）

## 著書
- 1982, "Three-manifolds with positive Ricci curvature," Journal of Differential Geometry, vol. 17, pp. 255-306. The paper that introduced Ricci flow.
- Collected Papers on Ricci Flow ISBN 1-57146-110-8.